# Њу Хејвен (Западна Вирџинија)
Њу Хејвен (енгл. New Haven) град је у америчкој савезној држави Западна Вирџинија.

## Демографија
По попису из 2010. године број становника је 1.560, што је 1 (0,1%) становника више него 2000. године.
|                   | 2010.          | 2000.          |
| Укупно            | 1 560 (100,0%) | 1 559 (100,0%) |
| Белци             | 1 524 (97,69%) | 1 529 (98,08%) |
| Остали            | 17 (1,090%)    | 10 (0,641%)    |
| Хиспаноамериканци | 11 (0,705%)    | 9 (0,577%)     |
| Афроамериканци    | 7 (0,449%)     | 6 (0,385%)     |
| Азијати           | 1 (0,064%)     | 5 (0,321%)     |